# Vrhpolje pri Moravčah
Vrhpolje pri Moravčah je naselje v Občini Moravče.